# Енріке Конграйнс
Енрі́ке Конґра́йнс Ма́ртін (ісп. Enrique Congrains Martín; 4 липня 1932, Ліма, Перу — 6 липня 2009, Кочабамба, Болівія) — перуанський письменник і редактор, що належав до так званого письменницького покоління 50-х, до якого зараховують також Маріо Варгаса Льйосу, Хуліо Рамона Рібейро, Мануеля Скорсу, Густаво Валькарселя і Карлоса Едуардо Савалету.

## З життєпису
Народився 1932 року в Лімі, в родині середнього класу, яка подбала про його гарну освіту. Його батьки, Віктор Еліас Конграйнс Агуеро та Генрієтта Мартін (Марте́н), мали французьке походження.
Закінчив початкове навчання в Антоніо Раймонді, Ла Інмакулада та Марістас-де-Сан-Ісідро та продовжив навчання в середній школі в Марістас.
Одружився з Марією Еммою Леон Кабада.
Жив у різних країнах Південної Америки, зокрема в Аргентині, Колумбії та Болівії.
Помер 6 липня 2009 року в Кочабамбі (Болівія), де й проживав роками.

## З доробку
Енріке Конграйнс писав оповідання, новели, романи і науково-популярну літературу, близьку до просвітницько-педагогічної. 
У літературі Перу Конграйнс став одним із перших, хто проявив інтерес до гуманних, соціальних та етичних проблем, які турбують населення маргінальних міських районів.
У 1954 році письменник опублікував книгу оповідань «Lima, hora cero» (укр. «Ліма, нульова година»), започаткувавши міський реалізм у Перу, який пізніше розвивали у своїй творчості як його колеги по поколінню, так і пізніші автори. Ця книга описує маргінальність районів Ліми, на які суспільство звернуло увагу у зв'язку з тодішньою активною міграцією жителів Анд до столиці Перу. Наступного року він опублікував свою другу, менш відому книгу новел «Kikuyo». Обидві книги видав сам автор, він же відповідав за їх розповсюдження, здійснюючи його особисто, тобто продаючи примірники, навіть поштучно своїм читачам.
У 1957 році, живучи в Буенос-Айресі, Енріке Конграйнс також самостійно опублікував свій роман «No una sino muchas muertes» (укр. «Не одна, а багато смертей», Buenos Aires: Embajada Cultural Peruana), в якому продовжує тему крайньої маргіналізації верств населення з околиць Ліми. Цей твір, програмний для перуанської літератури 20-го століття, представляє один із найбільш виняткових жіночих персонажів. Роман видавався кілька разів, у різних країнах. За першим виданням у Буенос-Айресі вийшло уругвайське (Montevideo: Alfa, 1967), а також декілька видань у Лімі (1974, 1988). Варгас Льйоса написав передмову до видання роману в «Planeta de España» 1975 року, описуючи твір як «дикий роман». Твір був екранізований у 1983 році Франсіско Ломбарді — стрічка «Maruja en el infierno» (укр. «Маруха в пеклі»).
Наприкінці життя і аж через півстоліття після свого найвідомішого роману «Не одна, а багато смертей» письменник опублікував романи «El narrador de historias» (укр. «Оповідач історій»), присвячений Варґасу Льосі, та 999 palabras para el planeta Tierra (укр. «999 слів для планети Земля»), твори, які позначені після стількох десятиліть літературної тиші, вільнішим стилем щодо техніки та темами, що вказують на зацікавлення фантастичним і футуристичним.
Конграйнс був і автором науково-пізнавальних книг, таких як «Así se desarrolla la inteligencia» (укр. «Ось як розвивається інтелект») або «Así es como se estudia» (укр. «Ось як треба навчатись»). У Колумбії, де він прожив багато років, він організував Латиноамериканський центр інтелектуального навчання («Centro Latinoamericano de Capacitación Intelectual»). У Атенео де Каракас він читав  «курс розумового обчислення та концентрації», що було системою розумових вправ, яка включала інноваційні методи виконання математичних операцій задля розвитку концентрації, пам'яті, спритності та винахідливості.

### Літературознавство про Енріке Конграйнса
У 1974 році німецький критик Вольфганг А. Лухтінг (нім. Wolfgang A. Luchting) опублікував дослідження «Жінка або революція. Аналіз «Не одна, а багато смертей» Енріке Конграйнса».
У 2021 році Перуанська літературна мережа провела бібліографічне дослідження, у якому зібрала всю критику про доробок Енріке Конграйнса.